# Cornelia Holsten

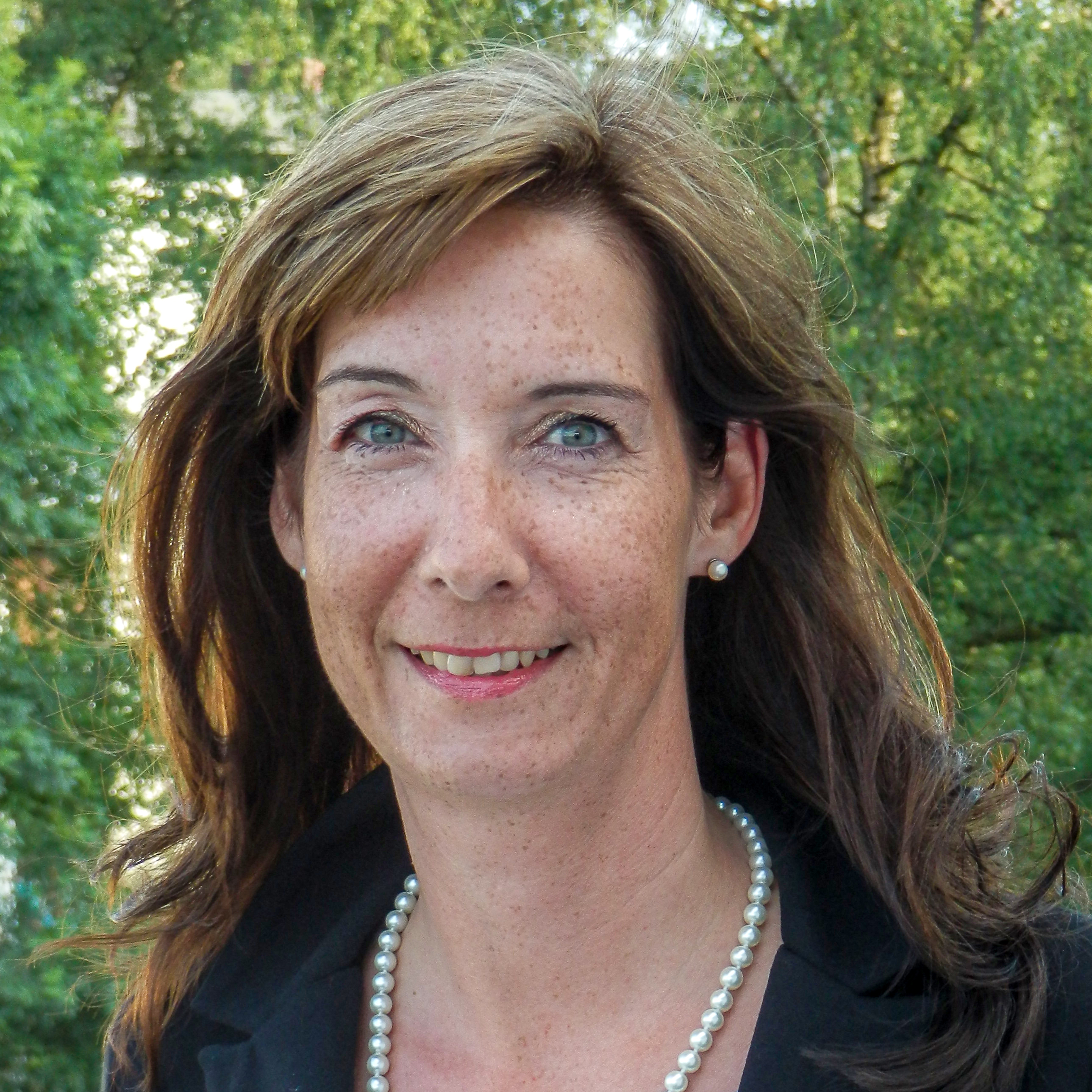
Cornelia Holsten 2014

Cornelia Holsten (* 2. April 1970 in Bremen) ist eine deutsche Juristin und seit dem 1. Juli 2009 Direktorin der Bremischen Landesmedienanstalt.

## Biografie
Holsten studierte Rechtswissenschaft an der Universität Bremen. Nach dem juristischen Referendariat arbeitete sie in einer auf IT- sowie Urheber- und Medienrecht spezialisierten Anwaltskanzlei und wurde 2003 Richterin, zuletzt war sie stellvertretende Vorsitzende der 7. Zivilkammer am Landgericht Bremen. Sie war maßgeblich an der Einführung der gerichtsnahen Mediation am Landgericht Bremen beteiligt.
Am 16. April 2009 hat sie der Landesrundfunkausschuss zur Direktorin der Bremischen Landesmedienanstalt gewählt. Sie ist damit die erste Frau, die in der Bundesrepublik als Direktorin einer der vierzehn Landesmedienanstalten vorsteht. Am 30. Oktober 2013 wurde sie mit überwiegender Mehrheit der Mitglieder des Medienrates (ehemals Landesrundfunkausschuss) erneut als Direktorin für eine zweite Amtszeit gewählt. Sie ist Mitglied der Direktorenkonferenz der Arbeitsgemeinschaft der Landesmedienanstalten (DLM) und der Kommission für Zulassung und Aufsicht (ZAK) sowie Vorsitzende der Kommission für Jugendmedienschutz (KJM). Weiterhin ist sie Vorstandsmitglied des Instituts für Europäisches Medienrecht (EMR). Im Januar 2023 wurde Cornelia Holsten als Direktorin der brema wiedergewählt.
Seit dem 1. Januar 2011 ist Cornelia Holsten auch Beauftragte für Recht aller Landesmedienanstalten und seit dem 1. Januar 2013 zudem stellvertretende Vorsitzende der Direktorenkonferenz (DLM). Seit dem 1. Januar 2018 ist sie Vorsitzende der Konferenz.